# Стенковой, Павел Макарович
Павел Макарович Стенковой (род. 9 февраля 1918) — корабел, советский партийный и государственный деятель.

## Биография
Родился 9 февраля 1918 года. Окончил судостроительный техникум. В 1951-1954 работал на Севморзаводе в Севастополе. В 1954-1957 первый секретарь Корабельного райкома КПУ. В 1957-1963 годах секретарь Севастопольского горкома КПУ. В 1963—1973 — Председатель Исполкома Севастопольского городского Совета народных депутатов. С 1978 года на пенсии.
Член Совета старейшин города Севастополя при Севастопольской городской государственной администрации. В 2010 году вышел из состава совета старейшин при Севастопольской горгосадминистрации.

## Награды
Орден Трудового Красного знамени, Орден Знак Почёта, медаль За трудовую доблесть, знак За заслуги перед Севастополем.